# Wiaczesław Włodzimierzowic
Wiaczesław I Włodzimierzowicz (ur. 1083, zm. w grudniu 1154) – wielki książę kijowski (od 22 lutego 1139 do 4 marca 1139, czerwiec 1150, od marca do grudnia 1154), syn Włodzimierza II Monomacha i Gythy z Wesseksu.
Książę suzdalski (1096-1107), smoleński (1113-1125), turowski (1125-1132, 1132-1142, 1142-1147), perejasławski (1132, 1133, 1142), peresopnycki (1147-1149), wyszhorodzki (1150-1151).